# Bisdom San Sebastian
Het bisdom San Sebastian (Latijn: Dioecesis Sancti Sebastiani; Spaans: Diócesis de San Sebastián) is een rooms-katholiek bisdom dat suffragaan is aan het aartsbisdom Pamplona en Tudela en deel uitmaakt van de gelijknamige kerkprovincie, en zetelt in de stad San Sebastian.
Het bisdom komt overeen met de Spaanse provincie Gipuzkoa, in de autonome gemeenschap Baskenland. Het bisdom bestaat uit 235 parochies. De kathedraal van San Sebastian, gewijd aan de Goede Herder, is de kathedraal van het bisdom, waar verder ook het heiligdom van Aránzazu, de basiliek van Azpeitia, gewijd aan de heilige Ignatius van Loyola, en de basiliek van de Heilige Maria van het Koor in San Sebastian zelf onder vallen. 

## Geschiedenis
Het bisdom is opgericht bij apostolische constitutie door paus Pius XII op 2 november 1949, en was in eerste instantie suffragaan aan het aartsbisdom Burgos, tot dezelfde paus op 11 augustus 1956 het aartsbisdom Pamplona tot aartsbisdom verhief, en het bisdom San Sebastian er suffragaan aan maakte. Sinds 31 oktober 2022 is Fernando Prado Ayuso bisschop. 

## Parochies
Het bisdom had in 2020 een oppervlakte van 1.977 km2 en telde 723.576 inwoners waarvan 87,8% rooms-katholiek was.

## Speciale gebouwen
- Catedral de El Buen Pastor, San Sebastián (kathedraal)
- Basílica de San Ignacio de Loyola, Loiola, San Sebastián (basiliek)
- Basílica de Santa María del Coro, San Sebastián (basiliek)

## Bisschoppen
- Jaime Font y Andreu (13 mei 1950 - 13 februari 1963)
- Lorenzo Bereciartúa y Balerdi (6 augustus 1963 - 23 oktober 1968)
- Jacinto Argaya Goicoechea (18 november 1968 - 16 februari 1979)
- José María Setién Alberro (16 februari 1979 - 13 januari 2000)
- Juan María Uriarte Goiricelaya (13 januari 2000 - 21 november 2009)
- José Ignacio Munilla Aguirre (21 november 2009 - 7 december 2021)
- Fernando Prado Ayuso (31 oktober 2022 - heden)